# Ectropoceros hierographa
Ectropoceros hierographa is een vlinder uit de familie van de echte motten (Tineidae). De wetenschappelijke naam van de soort werd als Tinea hierographa in 1911 gepubliceerd door Edward Meyrick.